# Gran Premio motociclistico d'Olanda 2012
Il Gran Premio motociclistico d'Olanda 2012 è il settimo Gran Premio della stagione 2012. Le gare si sono disputate sabato 30 giugno 2012 sul circuito di Assen. Nelle tre classi i vincitori sono stati rispettivamente: Casey Stoner in MotoGP, Marc Márquez in Moto2 e Maverick Viñales in Moto3.

## MotoGP

### Arrivati al traguardo
| Pos. | Nº | Pilota           | Squadra                 | Motocicletta       | Giri | Tempo     | Griglia | Punti |
| ---- | -- | ---------------- | ----------------------- | ------------------ | ---- | --------- | ------- | ----- |
| 1º   | 1  | Casey Stoner     | Repsol Honda            | Honda RC213V       | 26   | 41:19.855 | 1       | 25    |
| 2º   | 26 | Daniel Pedrosa   | Repsol Honda            | Honda RC213V       | 26   | +4.965    | 2       | 20    |
| 3º   | 4  | Andrea Dovizioso | Monster Yamaha Tech 3   | Yamaha YZR-M1      | 26   | +11.994   | 7       | 16    |
| 4º   | 11 | Ben Spies        | Yamaha Factory Racing   | Yamaha YZR-M1      | 26   | +14.775   | 6       | 13    |
| 5º   | 35 | Cal Crutchlow    | Monster Yamaha Tech 3   | Yamaha YZR-M1      | 26   | +22.074   | 5       | 11    |
| 6º   | 69 | Nicky Hayden     | Ducati Team             | Ducati Desmosedici | 26   | +31.660   | 9       | 10    |
| 7º   | 8  | Héctor Barberá   | Pramac Racing           | Ducati Desmosedici | 26   | +59.107   | 11      | 9     |
| 8º   | 14 | Randy de Puniet  | Power Electronics Aspar | ART                | 26   | +1:04.441 | 12      | 8     |
| 9º   | 51 | Michele Pirro    | San Carlo Honda Gresini | FTR                | 26   | +1:06.980 | 14      | 7     |
| 10º  | 54 | Mattia Pasini    | Speed Master            | ART                | 26   | +1:25.087 | 15      | 6     |
| 11º  | 9  | Danilo Petrucci  | Came IodaRacing Project | Ioda               | 26   | +1:32.103 | 16      | 5     |
| 12º  | 22 | Iván Silva       | Avintia Blusens         | BQR                | 26   | +1:33.797 | 20      | 4     |
| 13º  | 46 | Valentino Rossi  | Ducati Team             | Ducati Desmosedici | 25   | +1 giro   | 10      | 3     |
| 14º  | 77 | James Ellison    | Paul Bird Motorsport    | ART                | 25   | +1 giro   | 19      | 2     |

### Ritirati
| Nº | Pilota          | Squadra                   | Motocicletta  | Giri | Griglia |
| -- | --------------- | ------------------------- | ------------- | ---- | ------- |
| 41 | Aleix Espargaró | Power Electronics Aspar   | ART           | 14   | 13      |
| 5  | Colin Edwards   | NGM Mobile Forward Racing | Suter         | 7    | 21      |
| 68 | Yonny Hernández | Avintia Blusens           | BQR           | 5    | 18      |
| 6  | Stefan Bradl    | LCR Honda                 | Honda RC213V  | 1    | 4       |
| 99 | Jorge Lorenzo   | Yamaha Factory Racing     | Yamaha YZR-M1 | 0    | 3       |
| 19 | Álvaro Bautista | San Carlo Honda Gresini   | Honda RC213V  | 0    | 8       |

### Non partito
| Nº | Pilota        | Squadra               | Motocicletta       | Griglia |
| -- | ------------- | --------------------- | ------------------ | ------- |
| 17 | Karel Abraham | Cardion AB Motoracing | Ducati Desmosedici | 17      |

## Moto2
Ángel Rodríguez, separatosi dal team Desguaces La Torre SAG, viene sostituito da Damian Cudlin.
Nel Gran Premio di Francia Anthony West era risultato positivo a controlli antidoping, per tale motivo il 31 ottobre 2012 dopo il GP d'Australia è stata presa la decisione di annullare il risultato ottenuto in Francia e di squalificarlo per un mese, cosa che non gli ha permesso di partecipare all'ultima tappa del campionato 2012, a Valencia. In seguito, il 28 novembre 2013, vengono annullati tutti i suoi risultati ottenuti nei 17 mesi successivi al GP di Francia della stagione precedente, fra cui quello di questa gara.

### Arrivati al traguardo
| Pos. | Nº | Pilota             | Squadra                   | Motocicletta       | Giri | Tempo     | Griglia | Punti |
| ---- | -- | ------------------ | ------------------------- | ------------------ | ---- | --------- | ------- | ----- |
| 1º   | 93 | Marc Márquez       | Catalunya Caixa Repsol    | Suter MMX          | 24   | 39:43.170 | 1       | 25    |
| 2º   | 29 | Andrea Iannone     | Speed Master              | Speed Up           | 24   | +0.405    | 3       | 20    |
| 3º   | 45 | Scott Redding      | Marc VDS Racing           | Kalex              | 24   | +7.331    | 7       | 16    |
| 4º   | 80 | Esteve Rabat       | Pons 40 HP Tuenti         | Kalex              | 24   | +7.630    | 11      | 13    |
| 5º   | 15 | Alex De Angelis    | NGM Mobile Forward Racing | FTR                | 24   | +7.852    | 9       | 11    |
| 6º   | 38 | Bradley Smith      | Tech 3 Racing             | Tech 3 Mistral 610 | 24   | +8.578    | 8       | 10    |
| 7º   | 77 | Dominique Aegerter | Technomag-CIP             | Suter MMX          | 24   | +10.017   | 5       | 9     |
| 8º   | 5  | Johann Zarco       | JIR Moto2                 | Motobi             | 24   | +14.481   | 19      | 8     |
| 9º   | 24 | Toni Elías         | Mapfre Aspar              | Suter MMX          | 24   | +14.714   | 21      | 7     |
| 10º  | 36 | Mika Kallio        | Marc VDS Racing           | Kalex              | 24   | +14.734   | 12      | 6     |
| 11º  | 4  | Randy Krummenacher | GP Team Switzerland       | Kalex              | 24   | +14.944   | 4       | 5     |
| 12º  | 30 | Takaaki Nakagami   | Italtrans Racing          | Kalex              | 24   | +22.106   | 14      | 4     |
| 13º  | 19 | Xavier Siméon      | Tech 3 Racing             | Tech 3 Mistral 610 | 24   | +23.068   | 24      | 3     |
| 14º  | 60 | Julián Simón       | Blusens Avintia           | Suter MMX          | 24   | +23.532   | 23      | 2     |
| 15º  | 63 | Mike Di Meglio     | S/Master Speed Up         | Speed Up           | 24   | +23.733   | 22      | 1     |
| 16º  | 71 | Claudio Corti      | Italtrans Racing          | Kalex              | 24   | +25.619   | 17      |       |
| 17º  | 18 | Nicolás Terol      | Mapfre Aspar              | Suter MMX          | 24   | +25.913   | 25      |       |
| 18º  | 88 | Ricard Cardús      | Arguiñano Racing          | AJR                | 24   | +25.974   | 15      |       |
| 19º  | 44 | Roberto Rolfo      | Technomag-CIP             | Suter MMX          | 24   | +34.640   | 16      |       |
| 20º  | 72 | Yūki Takahashi     | NGM Mobile Forward Racing | FTR                | 24   | +44.057   | 29      |       |
| 21º  | 8  | Gino Rea           | Federal Oil Gresini       | Suter MMX          | 24   | +59.784   | 26      |       |
| 22º  | 10 | Marco Colandrea    | SAG Team                  | FTR                | 24   | +1:10.125 | 32      |       |
| 23º  | 57 | Eric Granado       | JIR Moto2                 | Motobi             | 24   | +1:12.139 | 31      |       |
| 24º  | 82 | Elena Rosell       | QMMF Racing               | Moriwaki           | 24   | +1:33.233 | 33      |       |

### Ritirati
| Nº | Pilota              | Squadra                 | Motocicletta | Giri | Griglia |
| -- | ------------------- | ----------------------- | ------------ | ---- | ------- |
| 76 | Max Neukirchner     | Kiefer Racing           | Kalex        | 23   | 18      |
| 7  | Alexander Lundh     | Cresto Guide MZ Racing  | MZ-RE Honda  | 22   | 27      |
| 3  | Simone Corsi        | Came IodaRacing Project | FTR          | 14   | 6       |
| 50 | Damian Cudlin       | Desguaces La Torre SAG  | Bimota HB4   | 14   | 30      |
| 49 | Axel Pons           | Pons 40 HP Tuenti       | Kalex        | 8    | 20      |
| 14 | Ratthapark Wilairot | Thai Honda PTT Gresini  | Suter MMX    | 5    | 13      |
| 40 | Pol Espargaró       | Pons 40 HP Tuenti       | Kalex        | 1    | 2       |
| 12 | Thomas Lüthi        | Interwetten-Paddock     | Suter MMX    | 0    | 10      |

### Squalificato
| Nº | Pilota       | Squadra     | Motocicletta | Giri | Tempo   | Griglia |
| -- | ------------ | ----------- | ------------ | ---- | ------- | ------- |
| 95 | Anthony West | QMMF Racing | Moriwaki     | 24   | +44.739 | 28      |

## Moto3
In questo Gran Premio corrono due wildcard, vale a dire Bryan Schouten su Honda e Julián Miralles, con una moto dotata di propulsore Honda e allestita in proprio dal team MIR Racing.

### Arrivati al traguardo
| Pos. | Nº | Pilota              | Squadra                   | Motocicletta     | Giri | Tempo     | Griglia | Punti |
| ---- | -- | ------------------- | ------------------------- | ---------------- | ---- | --------- | ------- | ----- |
| 1º   | 25 | Maverick Viñales    | Blusens Avintia           | FTR M3 Honda     | 22   | 38:45.432 | 6       | 25    |
| 2º   | 11 | Sandro Cortese      | Red Bull KTM Ajo          | KTM RC 250 GP    | 22   | +0.831    | 1       | 20    |
| 3º   | 52 | Danny Kent          | Red Bull KTM Ajo          | KTM RC 250 GP    | 22   | +0.842    | 2       | 16    |
| 4º   | 39 | Luis Salom          | RW Racing GP              | Kalex KTM        | 22   | +0.843    | 10      | 13    |
| 5º   | 96 | Louis Rossi         | Racing Team Germany       | FTR M3 Honda     | 22   | +1.352    | 12      | 11    |
| 6º   | 42 | Álex Rins           | Estrella Galicia 0,0      | Suter MMX3 Honda | 22   | +5.033    | 16      | 10    |
| 7º   | 10 | Alexis Masbou       | Caretta Technology        | Honda NSF250R    | 22   | +7.817    | 7       | 9     |
| 8º   | 31 | Niklas Ajo          | TT Motion Events Racing   | KTM RC 250 GP    | 22   | +7.855    | 5       | 8     |
| 9º   | 7  | Efrén Vázquez       | JHK Laglisse              | FTR M3 Honda     | 22   | +8.037    | 24      | 7     |
| 10º  | 44 | Miguel Oliveira     | Estrella Galicia 0,0      | Suter MMX3 Honda | 22   | +8.243    | 8       | 6     |
| 11º  | 63 | Zulfahmi Khairuddin | AirAsia-Sic-Ajo           | KTM RC 250 GP    | 22   | +8.378    | 18      | 5     |
| 12º  | 5  | Romano Fenati       | Team Italia FMI           | FTR M3 Honda     | 22   | +8.559    | 17      | 4     |
| 13º  | 84 | Jakub Kornfeil      | Redox-Ongetta-Centro Seta | FTR M3 Honda     | 22   | +12.133   | 9       | 3     |
| 14º  | 9  | Toni Finsterbusch   | Cresto Guide MZ Racing    | Honda NSF250R    | 22   | +12.358   | 23      | 2     |
| 15º  | 55 | Héctor Faubel       | Bankia Aspar              | Kalex KTM        | 22   | +12.533   | 4       | 1     |
| 16º  | 61 | Arthur Sissis       | Red Bull KTM Ajo          | KTM RC 250 GP    | 22   | +12.654   | 13      |       |
| 17º  | 89 | Alan Techer         | Technomag-CIP-TSR         | TSR Honda        | 22   | +12.836   | 14      |       |
| 18º  | 26 | Adrián Martín       | JHK Laglisse              | FTR M3 Honda     | 22   | +12.876   | 21      |       |
| 19º  | 23 | Alberto Moncayo     | Bankia Aspar              | Kalex KTM        | 22   | +12.944   | 11      |       |
| 20º  | 41 | Brad Binder         | RW Racing GP              | Kalex KTM        | 22   | +21.342   | 19      |       |
| 21º  | 32 | Isaac Viñales       | Ongetta-Centro Seta       | FTR M3 Honda     | 22   | +21.507   | 26      |       |
| 22º  | 19 | Alessandro Tonucci  | Team Italia FMI           | FTR M3 Honda     | 22   | +21.581   | 15      |       |
| 23º  | 15 | Simone Grotzkyj     | Ambrogio Next Racing      | Suter MMX3 Honda | 22   | +38.872   | 27      |       |
| 24º  | 53 | Jasper Iwema        | Moto FGR                  | FGR Honda        | 22   | +39.237   | 31      |       |
| 25º  | 22 | Bryan Schouten      | Dutch Racing              | Honda NSF250R    | 22   | +39.272   | 28      |       |
| 26º  | 40 | Julián Miralles     | MIR Racing                | Honda NSF250R    | 22   | +39.377   | 22      |       |
| 27º  | 51 | Kenta Fujii         | Technomag-CIP-TSR         | TSR Honda        | 22   | +39.533   | 34      |       |
| 28º  | 3  | Luigi Morciano      | Ioda Team Italia          | Ioda             | 22   | +41.008   | 29      |       |
| 29º  | 21 | Iván Moreno         | Andalucia JHK Laglisse    | FTR M3 Honda     | 22   | +43.193   | 25      |       |

### Ritirati
| Nº | Pilota            | Squadra              | Motocicletta     | Giri | Griglia |
| -- | ----------------- | -------------------- | ---------------- | ---- | ------- |
| 77 | Marcel Schrötter  | Mahindra Racing      | Mahindra         | 20   | 30      |
| 30 | Giulian Pedone    | Ambrogio Next Racing | Suter MMX3 Honda | 16   | 32      |
| 99 | Danny Webb        | Mahindra Racing      | Mahindra         | 15   | 20      |
| 27 | Niccolò Antonelli | San Carlo Gresini    | FTR M3 Honda     | 14   | 3       |
| 94 | Jonas Folger      | IodaRacing Project   | Ioda             | 3    | 35      |

### Squalificato
| Nº | Pilota      | Squadra            | Motocicletta  | Giri | Griglia |
| -- | ----------- | ------------------ | ------------- | ---- | ------- |
| 8  | Jack Miller | Caretta Technology | Honda NSF250R | 10   | 33      |